# Ernst Bach (Schauspieler)

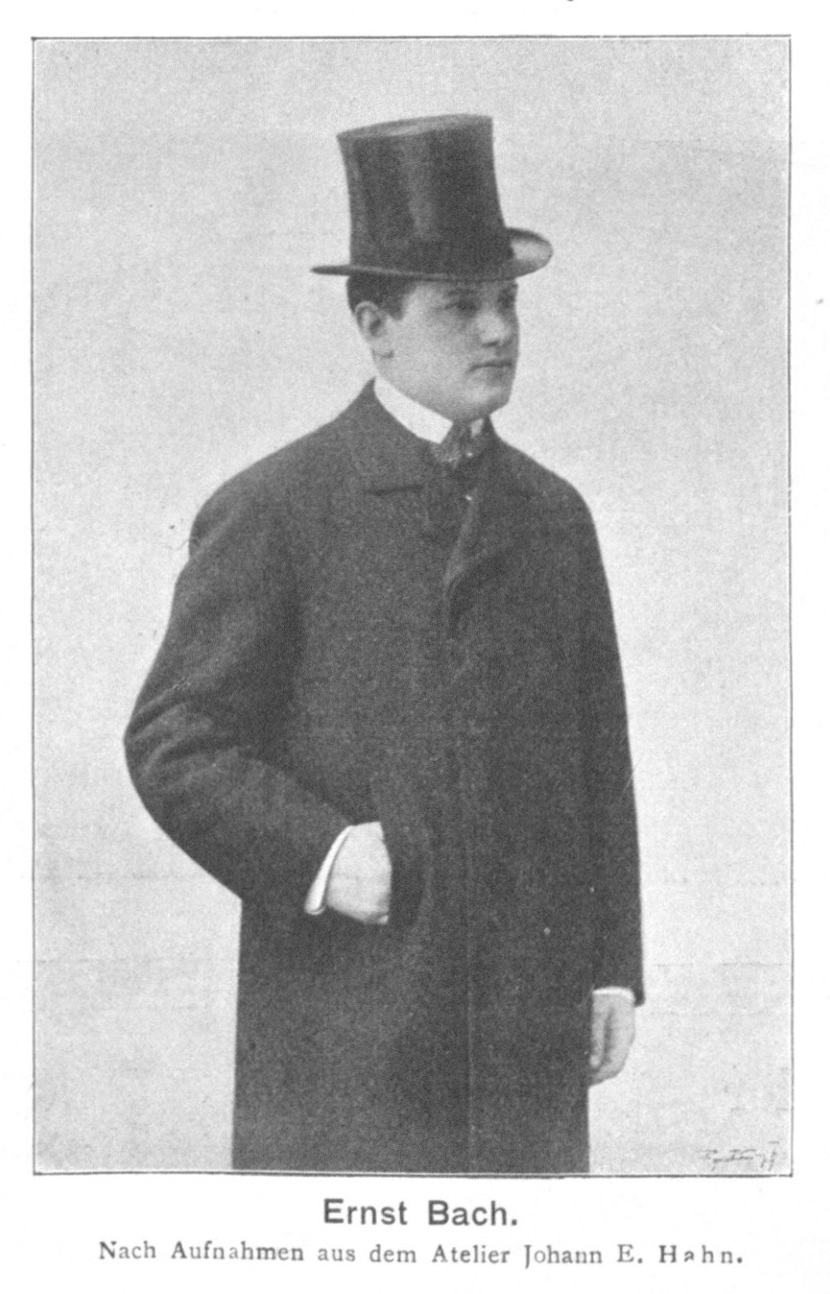
Ernst Bach im Jahre 1902

Ernst Bach (* 10. Mai 1876 in Eger, Österreich-Ungarn; † 1. November 1929 in München) war ein deutscher Theaterautor und Schauspieler. Seine Eltern waren der aus Prag stammende Fabrikant Emil Bach (bis 1874: Bauch) und die aus Hohenems stammende Henriette (Jette) Dannhauser.

## Leben
Ernst Bach debütierte 1894 als Natzl (Im Austragsstüberl) in Laibach, war dann in Abazzia, Freiberg i. S., Breslau, St. Gallen und Zürich. 1899 wurde er im Wiener Raimund-Theater engagiert. Er kam 1903 nach Berlin. Am Residenztheater, später am Lustspielhaus, spielte er Liebhaberrollen in französischen Komödien und begann seine Arbeit als Regisseur. Bach war auch als Bühnenschriftsteller tätig. 1909 traf er auf Franz Arnold, mit dem er das Autorenduo Arnold und Bach gründete. Die sehr produktive und erfolgreiche Zusammenarbeit wurde 1929 mit dem Tod Ernst Bachs beendet.
Nach dem Ersten Weltkrieg wurde Ernst Bach Direktor des Volkstheaters in München. Er war Mitglied des Verwaltungsrates des Deutschen Bühnenvereins und des Deutschen Bühnenklubs.

## Werke
- Der große Theophil (mit Wilhelm Popp)
- Der keusche Lebemann, 1921
- Der wahre Jakob (mit Franz Arnold), Schwank, 1924
- Der kühne Schwimmer (mit Franz Arnold), 1926
- Die abgetretene Frau (unter dem Pseudonym Soda Soda), 1911
- Die bessere Hälfte, 1923
- Die Fahrt ins Glück (mit Franz Arnold), Musik von Jean Gilbert, 1916
- Die vertauschte Frau (mit Franz Arnold), Operette, Musik: Walter Kollo, 1925
- Dolly (mit Franz Arnold), Operette, Gesangstexte von Rudolf Bernauer, Musik: Hugo Hirsch. Für den Rundfunk eingerichtet von Cornelis Bronsgeest, 1927
- Frauen haben das gern (mit Franz Arnold), Operette, Gesangstexte von Rideamus, Musik: Walter Kollo, 1926
- Hulla di Bulla (mit Franz Arnold), 1930
- Hurra, ein Junge (mit Franz Arnold), 1927
- Lieber reich, aber glücklich (mit Franz Arnold), 1933, Musik: Walter Kollo
- Löwenthals Nachfolger, 1915
- Spanische Fliege, 1913
- Stöpsel (mit Franz Arnold), 1926
- Unter Geschäftsaufsicht (mit Franz Arnold), 1929, verfilmt 1932 unter dem Titel Wehe, wenn er losgelassen
- Week-End im Paradies (mit Franz Arnold), 1930